# 모자반
모자반(sargassum)은 모자반속(Sargassum) 조류의 총칭이다. 특정 종 Sargassum fulvellum 또는 대형 갈조류를 통칭하는 말로도 쓰인다. 몸은 외견상 뿌리·줄기·잎의 구분이 뚜렷하고, 뿌리는 가반상(假盤狀)이며 1개의 중심 가지를 내어 1-3m 이상 크게 자란다. 줄기는 삼릉주 또는 삼각형이고 비틀린다. 잎은 줄기에서 기부 쪽으로 향하여 나며 휘어지고, 주걱 모양 또는 타원형을 하고 잎 중앙부까지 중륵이 생긴다. 상부의 잎은 피침형이고 가장자리에 톱니 모양의 돌기가 나며, 온몸에는 줄기부터 기포가 생긴다. 짙은 황갈색을 하고 한국의 전 해안에서 볼 수 있다. 식용으로 이용되는 모자반류의 대표적인 종류로, 흔히 시장에서 팔고 있다. 모자반속은 난해성 식물로서 여러해살이며 한국의 연안에서 해중림(海中林)을 이루는 대표적인 종류이다. 지충이·괭생이모자반·알쏭이모자반·꽈배기모자반·큰잎모자반·짝잎모자반·쌍발이모자만 등 약 20종이 채집된다. 일본이나 동남아시아 일대에는 50여 종이 생육하고 있다. 모자반속이 무성한 곳은 각종 연안동물들이 먹이를 얻거나 산란하기에 적합하여, 환경보존과 어업자원 확보를 위해서도 매우 중요한 구실을 한다. 한국에서도 모자반속의 많은 종류가 식용되기도 하며, 알긴산 등 해조 공업의 원료로 이용되거나 비료로도 쓰인다.

## 하위 종
다음 종을 포함하여 약 250여 종으로 이루어져 있다.
- 톳 (Sargassum fusiforme)
- 괭생이모자반 (Sargassum horneri)
- 경단구슬모자반 (Sargassum muticum)
- 지충이 (Sargassum thunbergii)